# Ancylocera cardinalis
Ancylocera cardinalis är en skalbaggsart som först beskrevs av Johan Wilhelm Dalman 1823.  Ancylocera cardinalis ingår i släktet Ancylocera och familjen långhorningar.
Artens utbredningsområde är:
- Paraguay.
- Uruguay.

Inga underarter finns listade i Catalogue of Life.